# Stereolab
Stereolab je anglická hudební skupina. Vznikla v Londýně v roce 1990 a u jejího zrodu stáli dva členové nedávno zaniklé kapely McCarthy – kytarista Tim Gane a zpěvačka Lætitia Sadier. Své první album Peng! soubor vydal po dvou letech existence a následovala jej řada dalších desek. V letech 1993 až 1994 ve skupině působil Sean O'Hagan, člen kapely The High Llamas, který se skupinou občasně spolupracoval i po svém odchodu. Dále ve skupině hrála například Mary Hansen, která v roce 2002 zahynula při cyklistické nehodě. Skupina končila svou činnost roku 2009, ale hlavní duo (Gane a Sadier) spolu vystupovali i později.